# Zatsu Tabi: That's Journey
Zatsu Tabi: That's Journey (ざつ旅 -That's Journey-?) es una serie de manga japonesa escrita e ilustrada por Kenta Ishizaka. Se ha serializado en la revista seinen manga Dengeki Maoh de ASCII Media Works desde marzo de 2019, con sus capítulos recopilados en diez volúmenes tankōbon a partir de diciembre de 2023. Una adaptación de la serie de televisión de anime producida por Makaria se emitió en abril a junio de 2025.

## Personajes
Chika Suzugamori (鈴ヶ森 ちか Suzugamori Chika?)
 Seiyū: Hika Tsukishiro
Koyomi Hasunuma (蓮沼 暦 Hasunuma Koyomi?)
 Seiyū: Sayumi Suzushiro
Yui Unoki (鵜木 ゆい Unoki Yui?)
 Seiyū: Sae Hiratsuka
Fuyune Kōjiya (糀谷 冬音 Kōjiya Fuyune?)
 Seiyū: Satomi Satō
Riri Tenkūbashi (天空橋 りり Tenkūbashi Riri?)
 Seiyū: Yoko Hikasa

## Contenido de la obra

### Manga
El manga fue escrito e ilustrado por Kenta Ishizaka, Zatsu Tabi: That's Journey comenzó a publicarse en la revista Dengeki Maoh de ASCII Media Works el 27 de marzo de 2019. Hasta diciembre de 2023, se han publicado diez volúmenes de tankōbon.
Una serie derivada ilustrada por Meidosuki, titulada Zatsu Tabi: Another Side View: Hasunuma Koyomi no Nichijō, comenzó a serializarse en Dengeki Maoh el 27 de octubre de 2023.

### Anime
Se anunció una adaptación al anime en la edición de julio de Dengeki Maoh el 26 de mayo de 2023. Más tarde se reveló que era una serie de televisión producida por Makaria y dirigida por Masaharu Watanabe, con Yoshiko Nakamura supervisando los guiones, diseñando los personajes y Yoshiaki Fujisawa componiendo la música. La serie se emitió del 7 de abril al 23 de junio de 2025 en AT-X y otras cadenas. Harmoe interpretará el tema de apertura "Tabi Shiyo! Don't You?", mientras que Sizuk interpretará el tema de cierre "Bookmarks". Crunchyroll obtuvo la licencia de la serie fuera de Asia.

## Recepción
La serie fue nominada a Mejor Manga Impreso en los Next Manga Awards de 2020 y 2021.